# Epactris orthiasta
Epactris orthiasta är en fjärilsart som beskrevs av Edward Meyrick 1928. Epactris orthiasta ingår i släktet Epactris och familjen äkta malar. Inga underarter finns listade i Catalogue of Life.